# Cyclommatus trifurcatus
Cyclommatus trifurcatus es una especie de coleóptero de la familia Lucanidae.

## Distribución geográfica
Habita en Nueva Bretaña (Papúa Nueva Guinea).